# Dipsacus
- Commons
- Wikispecies

Dipsacus L. é um gênero botânico pertencente a família das Dipsacaceae.
O gênero é composto por arbustos bianuais, raramente perenes de curta duração. Crescem de 1 a 2,5 m de altura, e são nativas da Europa, Ásia e norte da África.
As folhas são opostas, por pares,  presas ao longo do caule espinhoso formando uma bacia que pode acumular a água da chuva. A função parece que é para impedir que insetos, como os afídios , possam escalar a haste. As folhas são lanceoladas com 20 a 40 cm de comprimento e 3 a 6 cm de largura, com espinhos.
As flores, de coloração rosa-lilas, se agrupam em capítulos ovais com  4 a 10 cm de comprimento e 3 a 5 cm de largura. Os capítulos são envoltos por um invólucro formado de longas brácteas munidas de espinhos. Pequenas bracteas espinhosas estão inseridas entre as flores.
As sementes são uma fonte de alimento importante no inverno para alguns pássaros. Espécies deste gênero são frequentemente plantadas em jardins ou reservas florestais para atrair os pássaros.
A raiz que contem inulina como substância de reserva é usada em homeopatia para melhorar as condições da flora intestinal, e substituir parcialmente o açúcar para auxiliar no tratamento da diabete.
Algumas variedades são cultivadas como plantas ornamentais e, suas flores, após secadas  usadas para produzir  arranjos florais.

## Sinonímia
- Simenia Szabo

## Principais espécies
É um gênero constituido por aproximadamente espécies, além das híbridas. As principais são:
| - Dipsacus ferox - Dipsacus sylvestris - Dipsacus fullonum - Dipsacus japonica | - Dipsacus laciniatus - Dipsacus pilosus - Dipsacus strigosus |

- Lista completa

## Classificação do gênero
| Sistema | Classificação                      | Referência               |
| ------- | ---------------------------------- | ------------------------ |
| Linné   | Classe Tetrandria, ordem Monogynia | Species plantarum (1753) |